# SPÖ Bildung

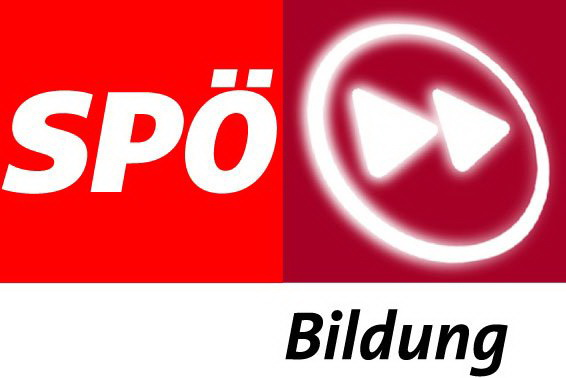
Das Logo der SPÖ Bundesbildungsorganisation

Die SPÖ Bildung ist neben den SPÖ Frauen, der Jungen Generation in der SPÖ, dem GVV Österreich und den SPÖ Bauern eines der Referate der Sozialdemokratischen Partei Österreichs.

## Geschichte
Am 24. Juni 1848 wurde auf Initiative des Buchbindergesellen Friedrich Sander der „Erste Allgemeine Arbeiterverein“ gegründet mit dem Ziel, die Arbeiter durch leicht verständliche Vorträge zu informieren, die Bildung mittels einer Bibliothek zu fördern und die soziale Gemeinschaft durch Aktivitäten wie Gesangsvereine und Deklamationen zu stärken. Diese Bildungsinitiative wurde von ähnlichen Einrichtungen in England und deutschen Arbeiterbildungsvereinen inspiriert und legte den Grundstein für spätere Bildungsbewegungen in Österreich.
Am 8. Dezember 1867 wurde im „Blauen Bock“ in Mariahilf der „Gumpendorfer Arbeiterbildungsverein“ gegründet, der das wachsende Bewusstsein für die Bedeutung von Bildung und Solidarität unter den Arbeitern demonstrierte.
Der „Arbeiterinnenbildungsverein“  wurde im Jahr 1871 gegründet. Der Verein hatte seinen Ursprung im Aufschwung der Arbeiter-Bewegung und der wachsenden Bedeutung der politischen Bildung für Frauen. Die Zentrale des „Arbeiterinnenbildungsvereins“ befand sich in Mariahilf, und er eröffnete Lesezimmer in verschiedenen Bezirken, um Bildung und Austausch zu fördern. Der Verein sah sich in den 1870er Jahren mit einer Spaltung in „gemäßigte“ und „radikale“ Fraktionen konfrontiert, die den Niedergang der Organisation mit sich brachte. Der Verein setzte sich für das Frauenwahlrecht ein und trug zur Entwicklung der sozialistischen Frauenbewegung bei.
Nach dem Hainfelder Parteitag mit dem Hainfelder Programm 1888/89, bei welchen sich die „Radikalen“ mit den „Gemäßigten“ zur Gründung der Sozialdemokratischen Arbeiterpartei Österreichs (SDAP) vereinigen konnten, verlagerte sich der Schwerpunkt der Arbeiterbildungsvereine auf gewerkschaftliche Zusammenschlüsse, die Bildung als eine ihrer Aufgaben ansahen.
Die Gründung der „Sozialistischen Arbeiterbildungszentrale“ im späten 19. Jahrhundert, die bis 1934 aktiv war, festigte die Bedeutung der Bildungsarbeit innerhalb der Arbeiterbewegung. Ab 1891 wurde diese Einrichtung als „Zentralstelle für das Bildungswesen“ bezeichnet und wurde zum Dreh- und Angelpunkt für das österreichische Arbeiterbildungswesen. Sie förderte nicht nur die Bildung innerhalb der SDAP, sondern auch in Freien Gewerkschaften, Konsumgenossenschaften und Arbeiterkammern. Ihre Hauptaufgabe bestand darin, politisches Wissen zu verbreiten, insbesondere die Grundprinzipien des Marxismus, und die Mitglieder auf die praktische Arbeit innerhalb der Partei und anderer Organisationen vorzubereiten.
Die Zusammenarbeit der Organisationen im „Unterrichtsausschuss der Wiener Arbeiterorganisationen“ führte zur Integration der Arbeiterbildungsvereine in die SDAP im Jahr 1908. In dieser Zeit wurde auch die „Sozialistische Arbeiterbildungszentrale“ gegründet, die politisches Wissen verbreitete und die „proletarische Fest- und Feierkultur“ förderte.

### Erste Republik und Bildungsarbeit der SPÖ
Nach dem Ersten Weltkrieg und der Gründung der Republik Österreich spielte die SDAP eine maßgebliche Rolle in der politischen Landschaft. In dieser Zeit gewann die Bildungsarbeit weiter an Bedeutung.  Die Bildungseinrichtungen der SDAP waren Orte des politischen Austauschs, der Diskussionen über soziale und gesellschaftliche Fragen sowie der politischen Schulung. Besonders die Arbeiterbildungsvereine und -schulen leisteten einen wertvollen Beitrag zur politischen Bildung der Bevölkerung.
Die Arbeiterhochschule, die 1926 gegründet wurde und an der führende Parteimitglieder sowie Wissenschaftler unterrichtete, war ein weiteres herausragendes Element in der Geschichte der Arbeiterbewegung. Sie verlieh der Bildungsarbeit eine akademische Dimension und trug zur intellektuellen Weiterentwicklung der Arbeiterbewegung bei.

### Austrofaschismus und Nationalsozialismus
Die Zeit des Austrofaschismus und der nationalsozialistischen Herrschaft brachte massive Einschränkungen für die politische Bildungsarbeit der Arbeiterbewegung mit sich. Bildungseinrichtungen wurden geschlossen, politische Aktivitäten stark unterdrückt, und viele Sozialdemokratinnen und Sozialdemokraten wurden verfolgt oder mussten ins Exil gehen. Die Bildungsarbeit der Partei konnte nur im Verborgenen weitergeführt werden.

### Nachkriegszeit und  Neuaufbau
Nach dem Ende des Zweiten Weltkriegs wurde die Zentralstelle für das Bildungswesen im Rahmen des Zentralsekretariats der SPÖ wiedererrichtet. Die prägende Figur der SPÖ-Bildungsorganisation wurde Karl Czernetz. Er engagierte sich ab 1924 in der Sozialdemokratischen Partei (SDAP) und trat politisch in Erscheinung.
Nach dem Zweiten Weltkrieg kehrte Czernetz nach Österreich zurück und wurde 1946 Mitglied des Bundesparteivorstandes der Sozialdemokratischen Partei Österreichs. Er übernahm die Leitung des neu geschaffenen Schulungsreferates der Partei, das unter seiner Führung 1948 zur Sozialistischen Bildungszentrale erweitert wurde. Ebenso leitete er das Bildungsreferat der SPÖ Wien sowie die Wiener Parteischule. Darüber hinaus wirkte er als Internationaler Sekretär der Sozialdemokratischen Partei Österreichs.

### Ära Kreisky und zunehmende Professionalisierung der Bildungsarbeit
Die Amtszeit von Bundeskanzler Bruno Kreisky (1970–1983) war auch eine Ära des politischen Wandels und der sozialen Reformen. Auch die Bildungsarbeit der SPÖ erfuhr in dieser Zeit eine Professionalisierung. Es war eine Initiative des Bundeskanzlers Bruno Kreisky, die zur Gründung des Dr.-Karl-Renner-Institut, der politischen Akademie der SPÖ, führte. 1972 wurde im österreichischen Nationalrat das „Bundesgesetz über die Förderung staatsbürgerlicher Bildungsarbeit im Bereich der politischen Parteien sowie der Publizistik“ beschlossen, auf Grundlage dessen alle im österreichischen Nationalrat vertretenen politischen Parteien politische Akademien gründen konnten. Bis 1985 nahm Bruno Kreisky selbst die Funktion des Präsidenten des Dr.-Karl-Renner-Institut wahr.
Von 1976 bis 1989 war Karl Blecha Vorsitzender der SPÖ Bildung. In den 1980er Jahren stand Österreich vor den Herausforderungen des Kalten Krieges, und Karl Blecha und die SPÖ-Bildung waren aktiv an Diskussionen über Neutralität und internationale Beziehungen beteiligt.
Ewald Nowotny, Vorsitzender der SPÖ-Bildung von 1989 bis 1993, spielte auch eine bedeutende Rolle in der akademischen Welt und hatte einen Schwerpunkt auf Bildung und Forschung gelegt. Er setzte sich intensiv für die Förderung des Bildungsniveaus in Österreich ein und initiierte Programme zur besseren Bildungszugänglichkeit für alle Bevölkerungsgruppen.
Helmut Seel, Bundesbildungsvorsitzender der SPÖ von 1993 bis 1995, setzte sich für eine fortschrittliche Bildungspolitik ein. Er entwickelte eine gestalttheoretisch fundierte Unterrichtslehre, war beratender Herausgeber der Zeitschrift Gestalt Theory - An International Multidisciplinary Journal und engagierte sich in der internationalen Gesellschaft für Gestalttheorie und ihre Anwendungen.

### SPÖ Bundesbildung heute
Hannes Swoboda, von 1995 bis 2010 Bundesbildungsvorsitzender der SPÖ, brachte seine umfassende Expertise in Bildungsfragen ein. Seine Zeit als Vorsitzender war geprägt von einem starken Engagement für Bildungsreformen, die gleiche Bildungschancen für alle Menschen gewährleisten sollten. Hannes Swoboda verfolgte eine ausgewogene Strategie, die soziale Integration und Chancengleichheit in den Mittelpunkt stellte. Neben seinem Wirken im nationalen Kontext engagierte sich Hannes Swoboda auch auf europäischer Ebene. Insbesondere seine langjährige Mitgliedschaft im Europäischen Parlament von 1996 bis 2014 trug dazu bei, europäische Bildungsthemen voranzutreiben. Als Mitglied der Sozialdemokratischen Fraktion war er in verschiedenen parlamentarischen Ausschüssen tätig, darunter der Ausschuss für Kultur und Bildung. Hier setzte er sich für eine enge Zusammenarbeit und den Austausch von bewährten Bildungspraktiken zwischen den EU-Mitgliedstaaten ein.
2010 übernahm Michael Ludwig den Vorsitz der SPÖ Bildung. Sein Hauptanliegen war die Förderung von Chancengleichheit und Bildungsgerechtigkeit. Während seiner bis 2019 dauernden Amtszeit als Bundesbildungsvorsitzender initiierte er verschiedene Bildungsprojekte und Maßnahmen, um die Qualität der Bildung zu steigern und die Bildungschancen zu erhöhen. Einen weiteren Schwerpunkt legte er auf die Zusammenarbeit in der Erwachsenenbildungskommission, wo versucht wurde, die verschiedenen Einrichtungen im Erwachsenenbildungssegment zu koordinieren sowie politische Anliegen in den Gesetzgebungsprozess zu übersetzen.
Seit 2019 wird die Arbeit von Gerhard Schmid als Vorsitzender der SPÖ Bundesbildung weitergeführt. Seine Bemühungen, Bildung für alle zugänglich zu machen, bleiben über die Jahrzehnte seiner Vorgänger hin weiterhin zentral. Die SPÖ Bundesbildung organisiert eine Vielzahl von Bildungsveranstaltungen, Seminaren, Workshops und Diskussionsrunden zu aktuellen politischen Themen, um die Mitglieder zu informieren, zu schulen und politisch zu stärken. Im Laufe der Jahrzehnte hat sich die Bildungsarbeit der SPÖ weiterentwickelt und den gesellschaftlichen Veränderungen angepasst.

## Aktivitäten
- Seit 1993 wird gemeinsam mit weiteren Organisationen der Bruno-Kreisky-Preis für das politische Buch verliehen.[17]
- Seit 2020 wird eine Videoreihe unter dem Titel „Zeitgespräche mit Gerhard Schmid“ als SPÖ-Bildungs-Vorsitzender erstellt. Neben den Videobeiträgen wurden auch die Gespräche zusammengefasst und in Büchern veröffentlicht.[18] Am 14. November 2024 wurde die Festveranstaltung zum 100. „Zeitgespräche mit Gerhard Schmid“ durchgeführt.[19]
- Seit 2022 wird das Rudolf-Gelbard-Symposium durchgeführt. Am 9. Mai 2022 lautete das Motto „Demokratie und Rechtsstaatlichkeit. Ein Kampf der nie zu Ende geht.“, moderiert von Patricia Pawlicki des Österreichischer Rundfunk.[20] Am 29. Jänner 2024 folgte der „Dialog der Religionen“, moderiert von Renata Schmidtkunz des Österreichischen Rundfunks[21].
- Seit 2022 wird der Marie-Jahoda-Preis für herausragende wissenschaftliche Erkenntnisse verliehen.[22] Erste Preisträgerin war ihre Tochter Lotte Bailyn[23]. 2023 wurde der Preis an Käthe Sasso[24] verliehen. 2024 wurde die Historikerin, Literaturwissenschafterin und Zeitzeugin Katja Sturm-Schnabl mit diesem Preis ausgezeichnet. Sie setzt sich seit Jahrzehnten mit den Themen Erinnerungskultur, Nationalsozialismus und der slowenischen Minderheit in Österreich auseinander. Als Kind wurde Sturm-Schnabl Opfer der NS-Verfolgung und hat es sich zur Aufgabe gemacht, die Erinnerung an diese Zeit wachzuhalten und wissenschaftlich aufzuarbeiten. Ihre Forschung trägt maßgeblich zur Bewusstseinsbildung über die Geschichte der Verfolgung und Diskriminierung von Minderheiten in Österreich bei. Die Preisverleihung wurde im März 2025 im Österreichischen Parlament von Peter Kaiser (Politiker, 1958), Kathrin Gaál und Heinrich Himmer vorgenommen.[25][26][27]
- Seit 2024 wird das Käthe-Sasso-Symposium durchgeführt. Kurz nach dem Ableben der österreichische Widerstandskämpferin, Überlebende des NS-Regimes und Zeitzeugin wurde im Auftrag des Bürgermeisters Michael Ludwig (Politiker, 1961) parteiübergreifend eine Gedenk-Veranstaltung im Wiener Rathaus ins Leben gerufen. Neben der damaligen Staatssekretärin Karoline Edtstadler und dem Landtagsabgeordneten Nikolaus Kunrath nahm auch Doris Bures, damalige Präsidentin des Nationalrates, teil.[28]

## Publikationen
- Gerhard Schmid, Marcus Schober (Hrsg.), Sozialdemokratie. Positionen und Perspektiven, Verlag des ÖGB, Wien 24. November 2023, ISBN 978-3-99046-669-8, ISBN 3-99046-669-0
- Gerhard Schmid, Christoph Hirschmann (Hrsg.), Zeit.Gespräche Band 2, Verlag des ÖGB, Wien 2023, ISBN 3-99046-649-6, ISBN 978-3-99046-649-0
- Gerhard Schmid, Christoph Hirschmann (Hrsg.), Zeit.Gespräche, echomedia, Wien 2021, ISBN 978-3-903989-21-4
- Bildung & Gerechtigkeit: 150 Jahre Arbeiterbildungsbewegung in Österreich. Festbroschüre, Verlag des ÖGB, Wien 2017.
- Karl A. Duffek, Barbara Rosenberg (Hrsg.): Bildung. Chancen. Gerechtigkeit – Bildung fortschrittlich denken. Löcker Verlag, Wien 2015, ISBN 978-3-85409-763-1
- Meister, die vom Himmel fallen. Beiträge zu Qualität und Chancengleichheit im Bildungssystem. Gutenberg Verlag, Wien 2000, ISBN 3-85464-026-9
- Harald Troch (Hrsg.): Sozialistische Bibliothek: Wissen ist Macht! Zur Geschichte sozialdemokratischer Bildungsarbeit, Löcker Verlag, Wien 1997, ISBN 978-3-85409-152-3